# Русин Яр
Русин Яр (укр. Русин Яр) — село на Украине, находится в Константиновском районе Донецкой области.
Население по переписи 2001 года составляет 199 человек. Почтовый индекс — 85172. Телефонный код — 6272.

## Адрес местного совета
85172, Донецкая область, Константиновский р-н, с.Полтавка, ул.Ювилейна, 37